# Bitwa o Leros

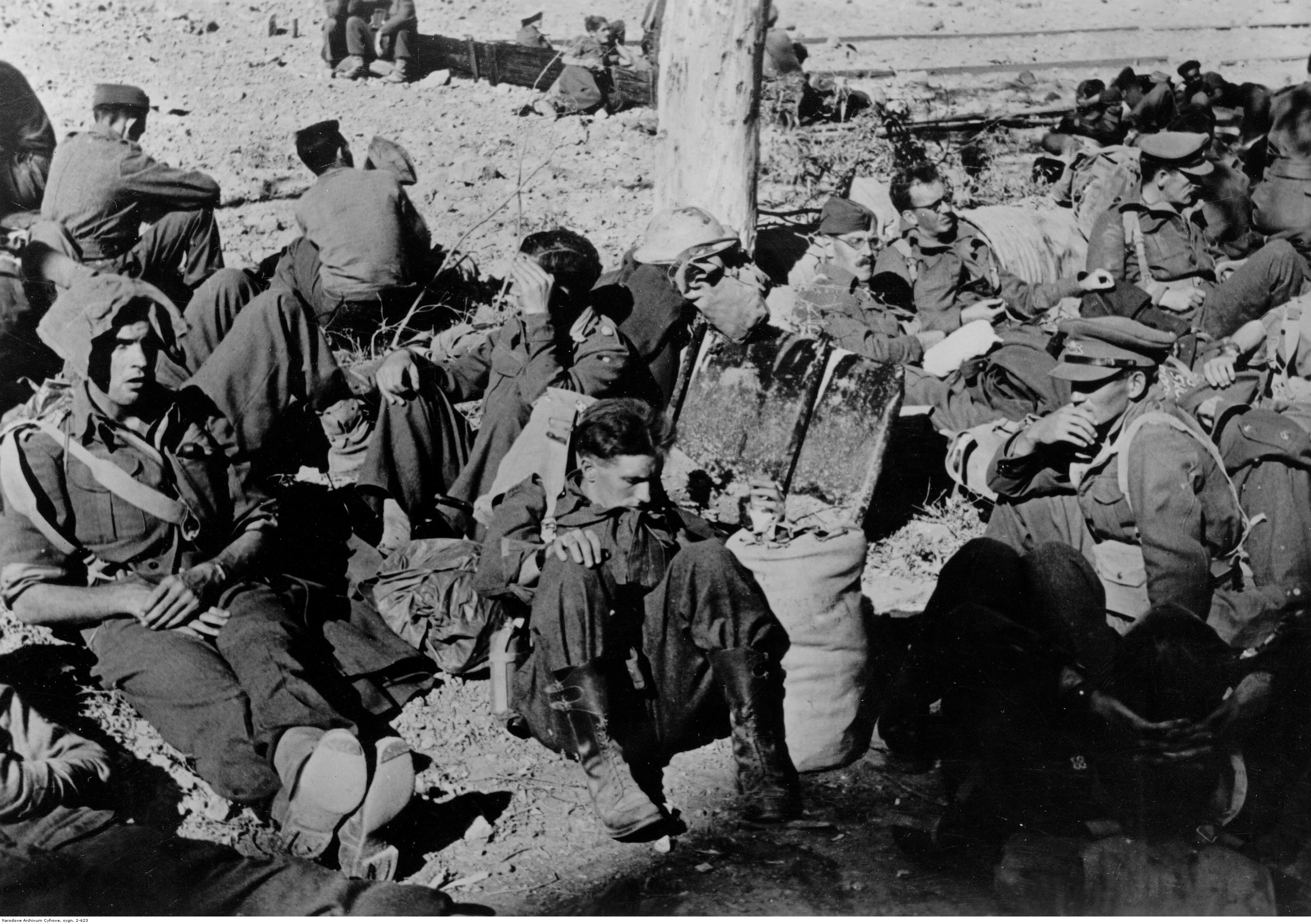
Grupa brytyjskich jeńców wziętych do niewoli na wyspie Leros

Bitwa o Leros (niemiecki kryptonim operacji: Unternehmen Leopard) – krótkotrwałe działania wojenne pomiędzy siłami brytyjsko-włoskimi, a niemieckimi na przełomie października i listopada 1943 roku, w ramach kampanii o Dodekanez.

## Geneza
Wyspa Leros pod okupacją włoską przekształcona została w silnie ufortyfikowaną bazę morską ze strategicznym portem Lakki. Benito Mussolini nazwał ją „Śródziemnomorskim Corregidorem”. Po ogłoszeniu rozejmu, a następnie kapitulacji Włoch na początku września 1943 r., część okupacyjnych wojsk niemieckich z Bałkanów zostało skierowanych do zajęcia obszarów włoskich. W tym samym czasie premier Wielkiej Brytanii Winston Churchill, zachęcony udanymi lądowaniami aliantów na Sycylii (operacja Husky) i południowej części Półwyspu Apenińskiego, nakazał przygotowywanie planu zajęcia wysp Dodekanezu. Zamierzał je wykorzystać jako bazy wypadowe brytyjskiej floty wojennej i lotnictwa do atakowania Niemców na Bałkanach, a być może w przyszłości też do inwazji na okupowaną Grecję. W grę wchodziło ponadto możliwe przeciągnięcie na stronę aliantów dotychczas neutralnej Turcji. Kampania dodekanezka toczyła się jednak od początku źle dla Brytyjczyków. Najpierw Niemcy zajęli wyspę Rodos, zaś 4 października padła wyspa Kos. Zajęcie Kos przez Niemców miało bardzo negatywne konsekwencje dla aliantów w całej kampanii o Dodekanez. Brytyjczycy utracili bliską osłonę powietrzną i ich samoloty były odtąd zmuszone wykonywać długie loty nad wyspy, podczas gdy siły niemieckie zwiększyły swoją presję. Na wyspę Leros były dokonywane jednocześnie ciągłe naloty bombowców niemieckich.

## Siły brytyjsko-włoskie
Siły brytyjskie na wyspie Leros liczyły ok. 3 tys. żołnierzy. W ich skład wchodził 2. batalion The Royal Irish Fusiliers, 4. batalion The Buffs (Pułk The Royal East Kent), Pułk The King's Own Royal (Lancaster) i 2. kompania 2. batalionu Pułku Queen's Own Royal West Kent oraz po plutonie z Long Range Desert Group i Special Boat Section. Dowódcą wojsk brytyjskich od 5 listopada był brygadier Robert Tilney. Garnizon włoski Leros liczył ok. 8 tys. ludzi, głównie z marynarki wojennej. Na ich czele stał kontradmirał Luigi Mascherpa. Włosi byli jednak słabo uzbrojeni i wyposażeni, a ich morale było niskie. Na wyspie znajdowało się w fortyfikacjach 26 baterii artylerii, tj. 115 dział, w tym 52 przeciwlotnicze. Większość z nich była jednak uszkodzona w wyniku silnych nalotów lotnictwa niemieckiego. W porcie Lakki stacjonowało też kilkanaście włoskich okrętów wojennych, w tym niszczyciel „Euro”, sześć kutrów torpedowych i kilka okrętów pomocniczych. Siły brytyjsko-włoskie wspierały z Afryki Północnej i Cypru dwie eskadry dzienne i dwie eskadry nocne ciężkich myśliwców Bristol Beaufighter, eskadra bombowo-torpedowa samolotów Vickers Wellington, cztery eskadry rozpoznawcze samolotów Martin Baltimore i Lockheed Hudson, wydzielony oddział rozpoznania fotograficznego samolotów Supermarine Spitfire oraz dwie eskadry South African Air Force i jedna Royal Air Force wyposażone w myśliwce Spitfire. Ogółem stanowiło to 144 samolotów myśliwskich i 116 bombowych. W końcowej części działań obrońców Leros wsparły też dwie eskadry ciężkich bombowców RAF i skrzydło IX Dowództwa Bombowego Lotnictwa United States Army Air Forces.

## Siły niemieckie
Wojska niemieckie przeznaczone do ataku na wyspę Leros podzielone zostały na cztery grupy bojowe nazwane od nazwisk ich dowódców:
- Grupa "Von Saldern" (większość 2. batalionu 65 pułku piechoty 22 Dywizji Piechoty) – miała lądować w Zatoce Grifo,
- Grupa "Schädlich" (1. kompania batalionu obrony wybrzeża brandenburczyków),
- Grupa "Doerr" (część 3. batalionu 440 pułku grenadierów pancernych, 5. kompania 2. batalionu 65 pułku piechoty) – miała lądować w Zatoce Vagia,
- Grupa "Aschoff" (2. batalion 16 pułku piechoty 22 DP) – miała lądować w Zatoce Gurna w zachodniej części wyspy.

Na ich czele stał gen. Friedrich-Wilhelm Müller, dowódca 22 DP. Siły inwazyjne zbierały się w portach na wyspach Kos i Kalimnos, podczas gdy ciężki sprzęt został dostarczony z Aten.

## Działania wojenne

### 12 listopada
Brytyjski plan obrony Leros przewidywał prowadzenie działań obronnych na wybrzeżu wyspy, co doprowadziło do zbyt płytkiego i za bardzo rozwlekłego rozmieszczenia oddziałów. Szwankowała też komunikacja między nimi. Wczesnym rankiem 12 listopada 1943 r. niemieckie oddziały inwazyjne składające się z 2 batalionu 16 pp próbowały wylądować w Zatoce Gurna w zachodniej części wyspy. Zostały jednak ostrzelane przez włoską artylerię nadbrzeżną i zmuszone do zawrócenia na Kalymnos. Było to bezpośrednim powodem odwołania porannego desantu spadochronowego. Samoloty ze spadochroniarzami musiały zawrócić do bazy w Atenach. Podobna sytuacja miała miejsce w Zatoce Vagia, gdzie na ląd nie mógł dostać się 3. batalion 440 pp. Udało się to jedynie 5. kompanii 2. batalionu 65 pp, ale bez wsparcia i odizolowana od reszty, skapitulowała. Brytyjczycy wzięli do niewoli ok. 70 żołnierzy.

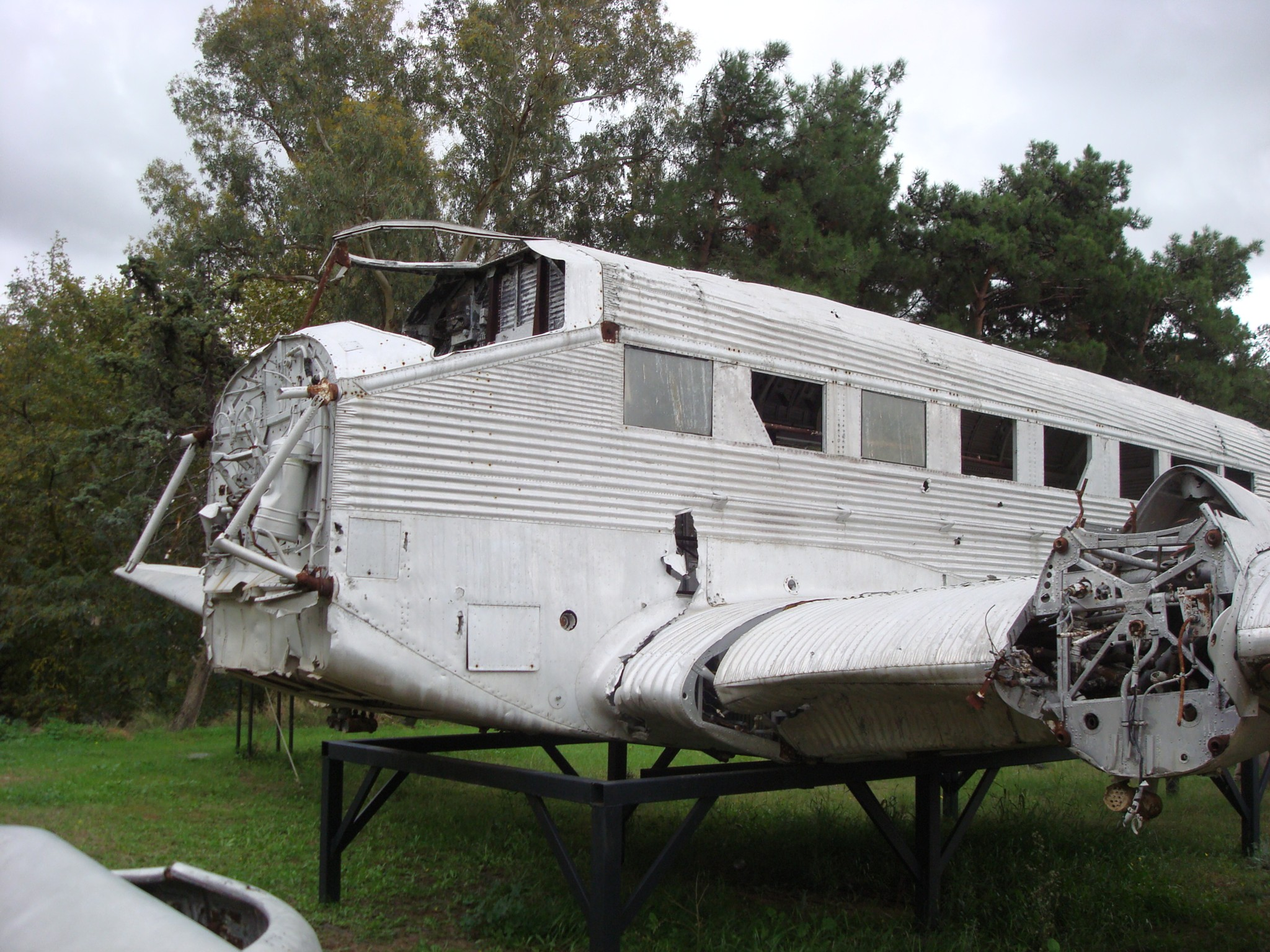
Wrak niemieckiego samolotu Ju 52 zestrzelonego nad morzem koło Leros

Sukcesem zakończyło się natomiast lądowanie Grupy "Von Saldern" w Zatoce Grifo na północnym wschodzie wyspy. Na brzegu została znaleziona brytyjska barka desantowa, dzięki której przyśpieszono wysadzanie żołnierzy na ląd. Zadaniem Grupy było oczyszczenie grzbietów górskich w północnej część wyspy na północ od Zatoki Aldina – Clidi Ridge i Mt. Vendetta. Z kolei na półwyspie zamykającym zatokę Aldina od południa desant przeprowadziło ok. 150 brandenburczyków. Mieli oni zdobyć płaskowyż Mt. Appetici i uderzyć na miasto Leros. Natknęli się jednak na umocnienia brytyjskie obsadzone przez Royal Irish Fusiliers i po gwałtownej wymianie ognia zatrzymali się na swych pozycjach. Działania inwazyjne wspierało niemieckie lotnictwo, bombardując głównie obszar między Zatoką Gurna i Zatoką Alinda. Po południu samoloty Ju 52 dokonały udanego zrzutu ok. 500 spadochroniarzy brandenburczyków. Wszystkie te działania doprowadziły do podzielenia wyspy na dwie części, odseparowując 4. batalion The Buffs i kompanię Pułku The King's Own Royal na południu od reszty brytyjskich sił na północy. Brytyjskie kontrataki podejmowane do końca dnia okazały się nieskuteczne. Późnym popołudniem na Leros wylądował sztab sił niemieckich wraz z gen. Friedrichem-Wilhelmem Müllerem.

### Noc 12/13 listopada
W nocy na Leros przybyły kolejne niemieckie oddziały. Kutry desantowe przywiozły 2. batalion 16 pp i wysadziły go w zatoce Palma. Przemaszerował on w głąb lądu, łącząc się nad ranem ze spadochroniarzami. Niepowodzenia pierwszego dnia zmusiły Niemców do wysłania w rejon działań dwóch batalionów, w tym jednego brandenburczyków i jednego ze składu 22 DP.

### 13 listopada
Rankiem 13 listopada na wyspę zostały zrzucone kolejne grupy niemieckich spadochroniarzy, chociaż tym razem z dużymi stratami. W ciągu dnia 4. batalion The Buffs i kompania Pułku The King's Own Royal silnie zaatakowały pozycje niemieckie w celu przedarcia się do pozostałych brytyjskich wojsk. Było to skoordynowane z atakiem 2 batalionu Royal Irish Fusiliers od północy. Obie strony poniosły duże straty (ok. 130 Niemców dostało się do niewoli), ale Brytyjczykom udało się jedynie poszerzyć swój stan posiadania na południu wyspy.

### Noc 13/14 listopada
Nocą w Zatoce Portolago wylądowały dwie kompanie ze składu Pułku Royal West Kent, stacjonującego na Samos. Jednocześnie oddziały Pułku The King's Own Royal kontratakowały pozycje niemieckie w Pitiki. Walka zakończyła się niepowodzeniem z powodu złej koordynacji natarcia.

### 14 listopada
14 listopada trwały ciężkie walki między obiema stronami, ale bez wyraźnego rozstrzygnięcia. Rankiem Niemcy zaatakowali Brytyjczyków w rejonie Pitiki, spychając ich do St. Marina. Do niewoli dostało się 55 brytyjskich żołnierzy. W kolejnych godzinach doszło do brytyjskiego ataku pod Raxi, ale z powodów trudnego terenu nie udał się. Wieczorem trwały zacięte walki o wzgórze Klidi, które parokrotnie przechodziło z rąk do rąk.

### 14/15 listopada
W nocy dowództwo brytyjskie zorientowało się, że jego siły znajdują się w bardzo ciężkim położeniu.

### 15 listopada
Rankiem rozpoczął się ostatni brytyjski kontratak, mający doprowadzić do zmiany położenia. Jego skutki były jednak niewielkie. W godzinach popołudniowych ustabilizowała się linia frontu.

### 15/16 listopada
W nocy na wyspę przybyły wzmocnienia tak dla Brytyjczyków (kolejna kompania Pułku Royal West Kent), jak też dla Niemców (ok. 1 tys. żołnierzy wraz z artylerią). Ci ostatni zajęli miejscowość Angira i południową część Merovigli.

### 16 listopada
Rankiem wojska niemieckie z silnym wsparciem lotniczym zaatakowały z Merovigli w kierunku północnym i wschodnim, dochodząc po południu do brytyjskiej kwatery głównej. O godz. 17:30 niemiecki pododdział specjalny wziął do niewoli brygadiera R. Tilneya. W tej sytuacji skapitulowało większość sił brytyjskich, oceniając, że sytuacja jest skrajnie niekorzystna. Krótko potem zrobili to także Włosi. Do niewoli dostało się ok. 3,2 tys. żołnierzy brytyjskich i ponad 5,3 tys. włoskich. Z wyspy próbował wydostać się znajdujący się na południu Leros 4. batalion The Buffs, ale zdecydowana większość jego żołnierzy została wyłapana. Udało się to jedynie ok. 90 Brytyjczykom z Pułku Royal West Kent oraz pododdziałów Long Range Desert Group i Special Boat Section, którzy przepłynęli do Turcji.

## Straty obu stron
Niemcy stracili ok. 520 żołnierzy zabitych i rannych, Brytyjczycy – 187, zaś Włosi – 164. 115 brytyjskich samolotów zostało zniszczonych. Niemieckie lotnictwo zatopiło trzy brytyjskie niszczyciele HMS „Dulvetron”, „Intrepid” i „Panther”, grecki niszczyciel „Vasilissa Olga” i włoski niszczyciel „Euro”, zaś na minach morskich zatonęły dwa brytyjskie niszczyciele (HMS „Hurwoth” i „Eclipse”) i jeden grecki „Adrias”). Ponadto uszkodzone zostały trzy niszczyciele i cztery krążowniki lekkie.

## Zakończenie
Po upadku Leros, który był dużym szokiem dla Brytyjczyków, ewakuowane zostały wojska z Samos i mniejszych wysp Dodekanezu. 22 listopada, po silnym nalocie bombowym, skapitulował osamotniony włoski garnizon Samos. W ten sposób Niemcy zakończyli zwycięsko podbój całego archipelagu Dodekanezu, który okupowali następnie do końca wojny. Niemcy swoje zwycięstwo zawdzięczali przede wszystkim panowaniu w powietrzu, dzięki czemu mogli silnie bombardować nieprzyjacielskie pozycje na wyspie oraz udanie dezorganizować zaopatrzenie.
Działania wojenne na wyspie Leros zainspirowały pisarza Alistaira MacLeana. Napisana w 1957 roku powieść Działa Nawarony, stała się podstawą filmowej adaptacji o tym samym tytule.